# 比耶高原

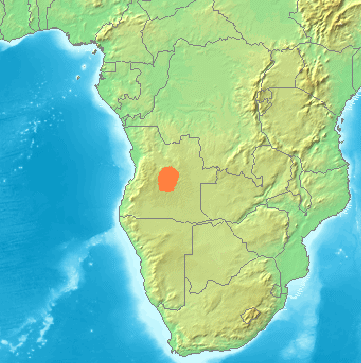
比耶高原

比耶高原（Bié Plateau），又称安哥拉中部高原（葡萄牙語：Planalto Central de Angola）， 是基本上全部位于安哥拉中部的一个高原，高度在1,520米至1,830米之间。
许多河流从比耶高原为源头，例如库内纳河、宽扎河、寬果河和赞比西河等。高原气候凉爽，降水较为丰富，适宜种植咖啡、玉米、大米、剑麻、甘蔗、花生等作物。安哥拉将近一半的农村人口居住在高原上。

## 交通
本格拉铁路将高原内部与东部沿海联系起来，并联系了高原上的一些重要城市，如万博。